# Naums distrikt
Naums distrikt är ett distrikt i Vara kommun och Västra Götalands län. 
Distriktet ligger söder om Vara. 

## Tidigare administrativ tillhörighet
Distriktet inrättades 2016 och utgörs av en del av området som Vara köping omfattade till 1971, delen som före 1967 utgjorde socknen Naum.
Området motsvarar den omfattning Naums församling hade vid årsskiftet 1999/2000.